# Félix María Ramírez Barajas
Félix María Ramírez Barajas (* 7. Dezember 1962 in Carcasí, Departamento de Santander) ist ein kolumbianischer römisch-katholischer Geistlicher und Bischof von Málaga-Soatá.

## Leben
Félix María Ramírez Barajas studierte Philosophie und Theologie am Priesterseminar in Bucaramanga und empfing am 26. November 1988 das Sakrament der Priesterweihe für das Bistum Málaga-Soatá.
Nach weiteren Studien an der Päpstlichen Universität Heiliger Thomas von Aquin erwarb er das Lizenziat in Dogmatik und an der Universidad Santo Tomás in Bucaramanga das Lizenziat in Philosophie und Religionswissenschaft. Neben verschiedenen Aufgaben in der Pfarrseelsorge war er Regens des Priesterseminars und von 2010 bis 2011 Diözesanadministrator. Anschließend war er Bischofsvikar für die Seelsorge und Pfarrer an der Konkathedrale in Soatá. Ab 2014 war er Dompfarrer an der Kathedrale von Málaga und ab 2019 außerdem Generalvikar des Bistums.
Papst Franziskus ernannte ihn am 16. Juli 2022 zum Bischof von Málaga-Soatá. Der Apostolische Nuntius in Kolumbien, Erzbischof Luis Mariano Montemayor, spendete ihm am 1. Oktober desselben Jahres in der Kathedrale von Málaga die Bischofsweihe. Mitkonsekrator war der Erzbischof von Bucaramanga, Ismael Rueda Sierra.